# Jordanelle
Jordanelle je přehradní nádrž na severu okresu Wasatch County v Utahu ve Spojených státech amerických. Nachází se severně od města Heber City a leží na řece Provo River. Během výstavby byly zatopeny části silnic U.S. Route 40 a U.S. Route 189. V roce 1995 byl vyhlášen státní park Jordanelle.